# Província de Tarapacá (Peru)

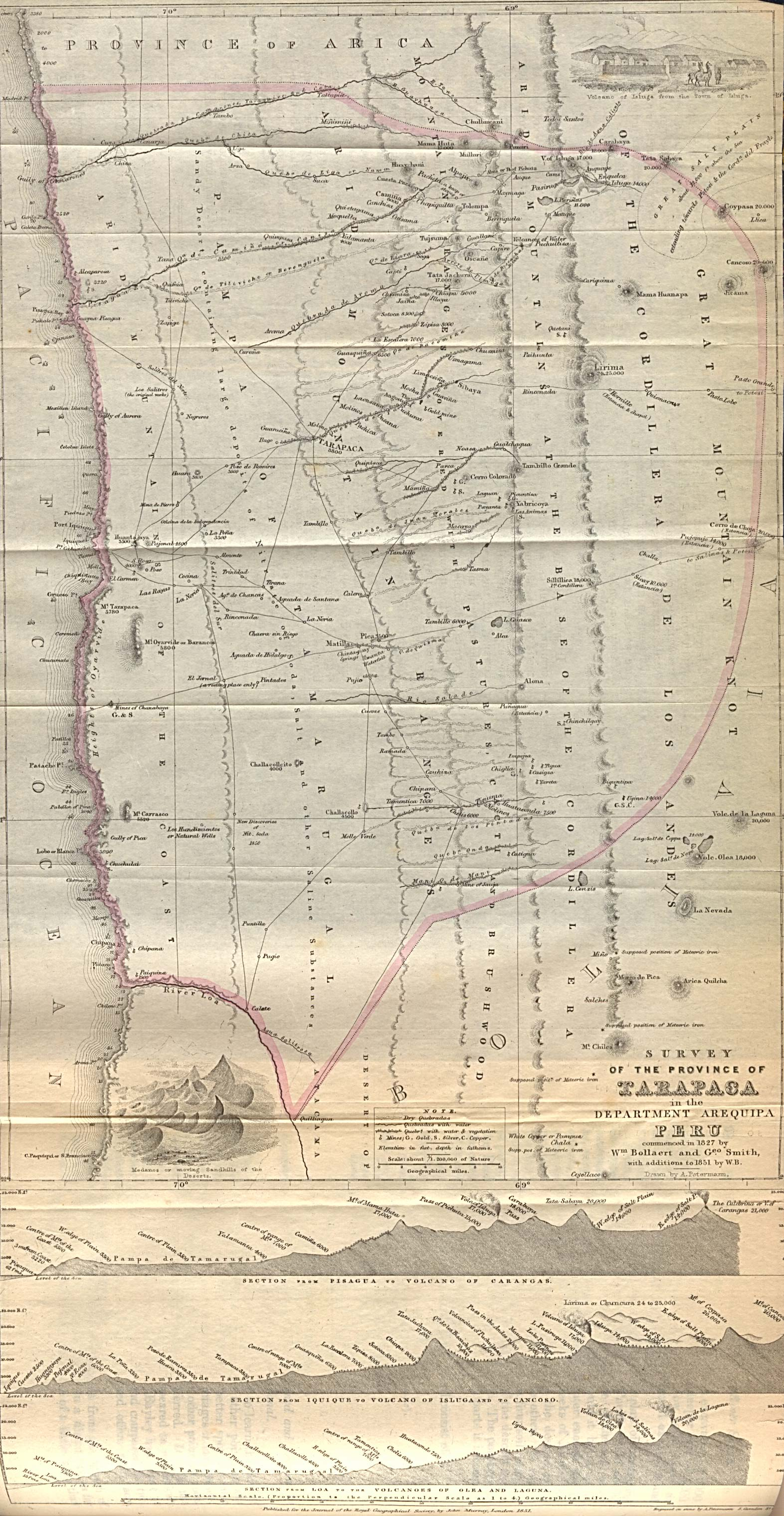
Mapa de Tarapacá ca. 1851.

A Província de Tarapacá foi uma antiga divisão territorial do Peru, que existiu desde 1837 até 1883.

## Histórico
A capital desta província era a cidade de Iquique. Com a criação do Departamento de Tarapacá em 1878, a capital foi transferida para a cidade de Tarapacá. A província fazia fronteira com o norte pela província de Arica, a leste e sul pela Bolívia e a oeste pelo Oceano Pacífico. O povo peruano constituía uma minoria na província, pois chilenos e bolivianos eram mais numerosos.
- É criado em 1837, junto com o Departamento Litoral
- Em 1853, se cria o Departamento de Moquegua, com as províncias de Moquegua, Tacna, Arica e Tarapacá.
- Em 1868, se cria a Província Litoral de Tarapacá, com a capital na cidade de Iquique, separando-a do Departamento de Moquegua.
- Em 1878, se cria o Departamento de Tarapacá, com as províncias de Tarapacá e Iquique.

## Divisão política
Em 1878, esta província se divide nos seguintes distritos.
- Tarapacá
- Mamiña
- Chiapa
- Sibaya
- Camiña.

## Capital
A capital desta província era a cidade de Iquique; com a criação do Departamento de Tarapacá em 1878, a capital passou a ser a cidade de Tarapacá.